# هالیوود پیکچرز
هالیوود پیکچرز (انگلیسی: Hollywood Pictures) شرکت آمریکایی تهیه و تولید فیلم و بخشی از شرکت والت دیزنی بود. این شرکت همانند تاچ‌استون پیکچرز و میراماکس بیشتر تولید فیلم‌های برای مخاطب بزرگسال را به عهده داشت.

## بخشی از فیلم‌شناسی
- غریبه‌ای در میان ما (۱۹۹۲)
- برادران سوپر ماریو (۱۹۹۳)
- پدری (۱۹۹۳)
- سنگ گور (۱۹۹۳)
- مسابقه تلویزیونی (۱۹۹۴)
- ترمینال سرعت (۱۹۹۴)
- وقتی تو خواب بودی (۱۹۹۵)
- داغ ننگ (۱۹۹۵)
- نیکسون (۱۹۹۵)
- قطعه موسیقی آقای هولاند (۱۹۹۵)
- طوفان سفید (۱۹۹۶)
- صخره (۱۹۹۶)
- جک (۱۹۹۶)
- اویتا (۱۹۹۶)
- سایه توطئه (۱۹۹۷)
- جی. آی. جین (۱۹۹۷)
- حس ششم (۱۹۹۹)